# ربیع‌الحسن
ربیع‌الحسن (بنگالی: মোহাম্মাদ রবিউল হাসান؛ زادهٔ ۲۶ ژوئن ۱۹۹۹) بازیکن فوتبال است.
وی همچنین در تیم‌های ملی فوتبال زیر ۲۳ سال بنگلادش، و بنگلادش بازی کرده است.